# Победа (Новосибирская область)
Побе́да — село в Усть-Таркском районе Новосибирской области. Административный центр Побединского сельсовета.

## География
Площадь села — 292 гектара.

## Население
| 2002 | 2007 | 2010 |
| ---- | ---- | ---- |
| 459  | ↘389 | ↘366 |

## Инфраструктура
В селе по данным на 2007 год функционируют 1 учреждение здравоохранения и 2 учреждения образования.